# Țiriac Foundation Trophy 2022
Il Țiriac Foundation Trophy 2022 è stato un torneo di tennis femminile giocato sui campi in terra rossa all'aperto. È stata la 1ª edizione del torneo, facente parte del WTA Challenger Tour 2022. Il torneo si è giocato al National Tennis Centre di Bucarest in Romania dal 12 al 18 settembre 2022.

## Partecipanti al singolare

### Teste di serie
| Nazionalità | Giocatrice         | Ranking* | Testa di serie |
| ----------- | ------------------ | -------- | -------------- |
| Romania     | Sorana Cîrstea     | 37       | 1              |
| Romania     | Irina-Camelia Begu | 42       | 2              |
| Ungheria    | Anna Bondár        | 55       | 3              |
| Italia      | Lucia Bronzetti    | 59       | 4              |
| Egitto      | Mayar Sherif       | 63       | 5              |
| Ungheria    | Panna Udvardy      | 76       | 7              |
| Montenegro  | Danka Kovinić      | 78       | 7              |
| Ungheria    | Dalma Gálfi        | 91       | 7              |

* Ranking al 29 agosto 2022.

### Altre partecipanti
Le seguenti giocatrici hanno ricevuto una wild card per il tabellone principale:
- Irina-Camelia Begu
- Miriam Bulgaru
- Sorana Cîrstea
- Ilona Georgiana Ghioroaie
- Andreea Roșca
- Ioana Loredana Roșca

La seguente giocatrice è entrata in tabellone con lo special exempt:
- Nuria Brancaccio

Le seguenti giocatrici sono passate dalle qualificazioni:
- Dar'ja Astachova
- Aliona Bolsova
- Cristina Dinu
- Rebeka Masarova

Le seguenti giocatrici sono entrata in tabellone come lucky loser:
- María Carlé
- İpek Öz

### Ritiri
Prima del torneo
- Mirjam Björklund → sostituita da  María Carlé
- Jule Niemeier → sostituita da  Jaimee Fourlis
- Nuria Párrizas Díaz → sostituita da  Ėrika Andreeva
- Arantxa Rus → sostituita da  İpek Öz

## Partecipanti al doppio

### Teste di serie
| Nazione | Giocatrice     | Nazione   | Giocatrice    | Rank1 | Seed |
| ------- | -------------- | --------- | ------------- | ----- | ---- |
| Spagna  | Aliona Bolsova | Venezuela | Andrea Gámiz  | 196   | 1    |
| Romania | Raluca Olaru   | Brasile   | Laura Pigossi | 229   | 2    |

* Ranking al 29 agosto 2022.

### Altre partecipanti
Le seguenti giocatrici hanno ricevuto una wild card per il tabellone principale:
- Georgia Crăciun /  Cristina Dinu

## Campionesse

### Singolare
Irina-Camelia Begu ha sconfitto in finale  Réka Luca Jani con il punteggio di 6-3, 6-3.

### Doppio
Aliona Bolsova /  Andrea Gámiz hanno sconfitto in finale  Réka Luca Jani /  Panna Udvardy con il punteggio di 7-5, 6-3.